# 114024 Scotkleinman
114024 Scotkleinman este un asteroid din centura principală de asteroizi.

## Descriere
114024 Scotkleinman este un asteroid din centura principală de asteroizi. A fost descoperit pe 30 octombrie 2002 la Apache Point Observatory în cadrul programului Sloan Digital Sky Survey. Asteroidul prezintă o orbită caracterizată de o semiaxă mare de 2,77 ua, o excentricitate de 0,09 și o înclinație de 8,3° în raport cu ecliptica.